# Philonotis ampliretis
Philonotis ampliretis är en bladmossart som beskrevs av Brotherus 1900. Philonotis ampliretis ingår i släktet källmossor, och familjen Bartramiaceae. Inga underarter finns listade i Catalogue of Life.